# La Unión (Chile)
La Unión es una ciudad de más de 39.000 habitantes que es parte de la Comuna de La Unión y capital de la Provincia del Ranco en el territorio sur de la Región de Los Ríos. 
Está ubicada a 40 km al norte de Osorno — y a 80 km al sureste de su capital Regional —Valdivia.

## Historia
Su nombre está tomado del accidente geográfico más saliente de la zona: la confluencia de los ríos Llollelhue y Radimadi, afluentes del río Bueno.
Otra postura que ha surgido en torno al nombre, es que La Unión es la traducción del mapudungún de la palabra dagllipulli o daglipulli, nombre original del territorio donde se emplaza el pueblo, que significa «Unión de Espíritus», y el nombre Daglipulli es el que tenía la Misión Católica cercana al actual pueblo, cuya iglesia fue destruida por un incendio, existiendo en la actualidad solo el cementerio con ese nombre.

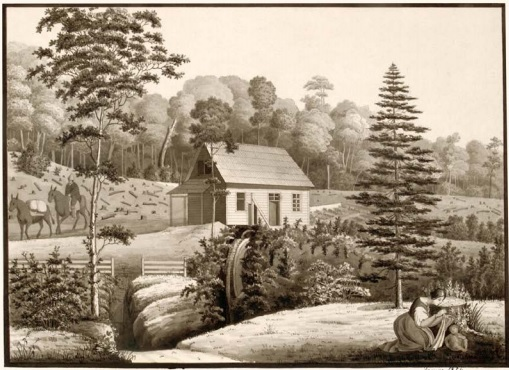
Fundo San Juan en La Unión hogar de la familia Philippi en 1856

En 1821, el entonces Supremo Gobierno liderado por Bernardo O'Higgins, pidió a Cayetano Letelier, gobernador de Valdivia, que estableciera un pueblo en el sector en ese tiempo conocido como «El Llano», ubicado a 10 km de la actual ciudad. La nueva localidad fue llamada «Villa Libre de San Juan». No obstante, La Unión como tal fue fundada oficialmente en 1827, a través de la firma del decreto autorizado por la Asamblea Provincial de Valdivia.
En 1851 llegó a vivir al Fundo San Juan el famoso científico prusiano Rodolfo Amando Philippi, invitado por su hermano Bernardo.
Con el pasar de los años el pueblo fue conocida por sus cervecerías, curtiembre, molinos (Molinos Grob, Hoppe, Zarges), industria láctea (Colún) y fábrica de lino (Linos La Unión). El Banco de Osorno y La Unión fueron testimonios de una época de prosperidad del pueblo. Aún se conservan vestigios de la arquitectura aportados por los colonos alemanes avecindados en la zona.
En 2007, junto con la creación de la Región de Los Ríos, que la independiza de la Región de Los Lagos, se establece la Provincia del Ranco, a la cual pertenecen actualmente la comuna de La Unión que es la Capital Provincial, Comuna de Futrono (a 88,6 km), Comuna de Lago Ranco (a 54,5 km) y Comuna de Río Bueno (a 10,5 km).

## Geografía
Por su cercanía al lago Ranco, la ciudad está rodeada de hermosos parajes y balnearios, por ejemplo, el caserío de Puerto Nuevo a 45 km del pueblo. También se destaca el puerto de Trumao, a pocos kilómetros del pueblo, donde se puede cruzar y navegar el río Bueno en balsa o visitar la Misión de Trumao y su característica iglesia.
Empresas turísticas ofrecen circuitos de navegación por el río Bueno hasta su desembocadura en el Océano Pacífico, excursiones al parque nacional Alerce Costero, donde es posible encontrar alerces de más de 3 milenios, actividades de agroturismo, y alojamiento en casas patrimoniales construidas por colonos alemanes. 

## Clima
El clima que presenta es templado lluvioso conocido como clima oceánico, con un régimen de precipitaciones y ausencia de períodos secos distribuidas a lo largo de todo el año; sin embargo, al igual que en otras regiones presenta variaciones por efecto del relieve. 
En este caso por la presencia de la Cordillera de la Costa y de los Andes, se producen significativas diferencias de precipitaciones. Así mientras al occidente de los macizos andino y costero presentan las más altas precipitaciones, hacia la depresión intermedia éstas disminuyen. 
El Clima de La Unión permite obtener grandes praderas verdes y suelo fértil para la industria agro-alimentaria. En los meses de la época invernal, las temperaturas máximas fluctúan entre los 6 a 11 grados celsius. En cambio, en los meses de verano, las temperaturas máximas pueden superar los 30 grados celsius. 
| Parámetros climáticos promedio de La Unión | Parámetros climáticos promedio de La Unión | Parámetros climáticos promedio de La Unión | Parámetros climáticos promedio de La Unión | Parámetros climáticos promedio de La Unión | Parámetros climáticos promedio de La Unión | Parámetros climáticos promedio de La Unión | Parámetros climáticos promedio de La Unión | Parámetros climáticos promedio de La Unión | Parámetros climáticos promedio de La Unión | Parámetros climáticos promedio de La Unión | Parámetros climáticos promedio de La Unión | Parámetros climáticos promedio de La Unión | Parámetros climáticos promedio de La Unión |
| Mes                                        | Ene.                                       | Feb.                                       | Mar.                                       | Abr.                                       | May.                                       | Jun.                                       | Jul.                                       | Ago.                                       | Sep.                                       | Oct.                                       | Nov.                                       | Dic.                                       | Anual                                      |
| ------------------------------------------ | ------------------------------------------ | ------------------------------------------ | ------------------------------------------ | ------------------------------------------ | ------------------------------------------ | ------------------------------------------ | ------------------------------------------ | ------------------------------------------ | ------------------------------------------ | ------------------------------------------ | ------------------------------------------ | ------------------------------------------ | ------------------------------------------ |
| Temp. máx. abs. (°C)                       | 37.3                                       | 37.6                                       | 35.0                                       | 29.6                                       | 21.8                                       | 20.9                                       | 18.8                                       | 25.2                                       | 24.6                                       | 28.7                                       | 31.1                                       | 36.2                                       | 37.6                                       |
| Temp. máx. media (°C)                      | 24.8                                       | 25.0                                       | 20.8                                       | 16.7                                       | 13.0                                       | 10.9                                       | 10.2                                       | 11.4                                       | 13.8                                       | 17.2                                       | 19.4                                       | 22.8                                       | 17.2                                       |
| Temp. media (°C)                           | 16.5                                       | 16.4                                       | 13.7                                       | 11.4                                       | 8.5                                        | 7.4                                        | 6.5                                        | 7.1                                        | 8.5                                        | 10.5                                       | 13.0                                       | 15.1                                       | 11.2                                       |
| Temp. mín. media (°C)                      | 8.2                                        | 7.9                                        | 6.7                                        | 6.2                                        | 3.9                                        | 4.0                                        | 2.9                                        | 2.7                                        | 3.3                                        | 3.9                                        | 6.5                                        | 7.5                                        | 5.3                                        |
| Temp. mín. abs. (°C)                       | -1.9                                       | -5.3                                       | -5.2                                       | -5.1                                       | -7.9                                       | -7.5                                       | -8.1                                       | -5.5                                       | -4.8                                       | -4.5                                       | -2.0                                       | -1.9                                       | -8.1                                       |
| Precipitación total (mm)                   | 29.2                                       | 29.3                                       | 69.1                                       | 121.0                                      | 136.2                                      | 261.3                                      | 204.4                                      | 151.1                                      | 125.0                                      | 55.9                                       | 64.4                                       | 51.7                                       | 1298.6                                     |
| Días de precipitaciones (≥ )               | 6.5                                        | 6.6                                        | 13.4                                       | 15.1                                       | 13.5                                       | 19.6                                       | 19.3                                       | 15.2                                       | 15.9                                       | 10.2                                       | 15.1                                       | 8.2                                        | 158.6                                      |
| Humedad relativa (%)                       | 65.2                                       | 64.8                                       | 74.2                                       | 82.6                                       | 89.1                                       | 89.5                                       | 89.5                                       | 85.8                                       | 79.4                                       | 74.1                                       | 72.0                                       | 67.7                                       | 77.8                                       |
| Fuente: Dirección Meteorológica de Chile   |                                            |                                            |                                            |                                            |                                            |                                            |                                            |                                            |                                            |                                            |                                            |                                            |                                            |

Respecto al clima presente en la zona occidental de la comuna; la costa de La Unión presenta temperaturas mucho más suaves que en la ciudad, más tibias en el invierno y más frescas en el verano (véase tabla de Hueicolla). Por otro lado, la Cordillera de la Costa (Chile) en la comuna presenta altura superiores a 1000 m s. n. m. en cumbres como el Cerro Mirador, por este sector es habitual la caída de precipitación en estado sólido durante los meses invernales (véase tabla del Cerro Mirador). 
| Parámetros climáticos promedio de Hueicolla (24 m.s.n.m) | Parámetros climáticos promedio de Hueicolla (24 m.s.n.m) | Parámetros climáticos promedio de Hueicolla (24 m.s.n.m) | Parámetros climáticos promedio de Hueicolla (24 m.s.n.m) | Parámetros climáticos promedio de Hueicolla (24 m.s.n.m) | Parámetros climáticos promedio de Hueicolla (24 m.s.n.m) | Parámetros climáticos promedio de Hueicolla (24 m.s.n.m) | Parámetros climáticos promedio de Hueicolla (24 m.s.n.m) | Parámetros climáticos promedio de Hueicolla (24 m.s.n.m) | Parámetros climáticos promedio de Hueicolla (24 m.s.n.m) | Parámetros climáticos promedio de Hueicolla (24 m.s.n.m) | Parámetros climáticos promedio de Hueicolla (24 m.s.n.m) | Parámetros climáticos promedio de Hueicolla (24 m.s.n.m) | Parámetros climáticos promedio de Hueicolla (24 m.s.n.m) |
| Mes                                                      | Ene.                                                     | Feb.                                                     | Mar.                                                     | Abr.                                                     | May.                                                     | Jun.                                                     | Jul.                                                     | Ago.                                                     | Sep.                                                     | Oct.                                                     | Nov.                                                     | Dic.                                                     | Anual                                                    |
| -------------------------------------------------------- | -------------------------------------------------------- | -------------------------------------------------------- | -------------------------------------------------------- | -------------------------------------------------------- | -------------------------------------------------------- | -------------------------------------------------------- | -------------------------------------------------------- | -------------------------------------------------------- | -------------------------------------------------------- | -------------------------------------------------------- | -------------------------------------------------------- | -------------------------------------------------------- | -------------------------------------------------------- |
| Temp. máx. abs. (°C)                                     | 27                                                       | 27                                                       | 23                                                       | 20                                                       | 18                                                       | 14                                                       | 15                                                       | 16                                                       | 20                                                       | 23                                                       | 23                                                       | 28                                                       | 28                                                       |
| Temp. máx. media (°C)                                    | 18.3                                                     | 18.8                                                     | 16.6                                                     | 14.4                                                     | 12.5                                                     | 11.1                                                     | 10.3                                                     | 10.6                                                     | 11.4                                                     | 13.6                                                     | 14.3                                                     | 17.8                                                     | 14.1                                                     |
| Temp. media (°C)                                         | 14.9                                                     | 15.5                                                     | 14.0                                                     | 12.4                                                     | 10.5                                                     | 9.4                                                      | 8.5                                                      | 8.6                                                      | 9.2                                                      | 10.8                                                     | 11.7                                                     | 14.2                                                     | 11.6                                                     |
| Temp. mín. media (°C)                                    | 11.7                                                     | 12.3                                                     | 11.5                                                     | 10.3                                                     | 8.5                                                      | 7.8                                                      | 6.8                                                      | 6.5                                                      | 6.9                                                      | 7.9                                                      | 9.1                                                      | 10.6                                                     | 9.1                                                      |
| Temp. mín. abs. (°C)                                     | 8                                                        | 9                                                        | 7                                                        | 5                                                        | 3                                                        | 0                                                        | 2                                                        | 2                                                        | 2                                                        | 4                                                        | 5                                                        | 5                                                        | 2                                                        |
| Precipitación total (mm)                                 | 63.2                                                     | 51.5                                                     | 154.3                                                    | 322.6                                                    | 392.8                                                    | 591.4                                                    | 477.5                                                    | 406.7                                                    | 318.1                                                    | 156.5                                                    | 194.8                                                    | 87.8                                                     | 3217.3                                                   |
| Días de precipitaciones (≥ )                             | 7.9                                                      | 6.7                                                      | 14.2                                                     | 16.1                                                     | 13.4                                                     | 20.7                                                     | 19.9                                                     | 17.2                                                     | 17.9                                                     | 12.0                                                     | 16.2                                                     | 8.1                                                      | 170.3                                                    |
| Fuente: YR Daily Forecast (2020-2024)                    |                                                          |                                                          |                                                          |                                                          |                                                          |                                                          |                                                          |                                                          |                                                          |                                                          |                                                          |                                                          |                                                          |

| Parámetros climáticos promedio de Cerro Mirador (1.042 m.s.n.m) | Parámetros climáticos promedio de Cerro Mirador (1.042 m.s.n.m) | Parámetros climáticos promedio de Cerro Mirador (1.042 m.s.n.m) | Parámetros climáticos promedio de Cerro Mirador (1.042 m.s.n.m) | Parámetros climáticos promedio de Cerro Mirador (1.042 m.s.n.m) | Parámetros climáticos promedio de Cerro Mirador (1.042 m.s.n.m) | Parámetros climáticos promedio de Cerro Mirador (1.042 m.s.n.m) | Parámetros climáticos promedio de Cerro Mirador (1.042 m.s.n.m) | Parámetros climáticos promedio de Cerro Mirador (1.042 m.s.n.m) | Parámetros climáticos promedio de Cerro Mirador (1.042 m.s.n.m) | Parámetros climáticos promedio de Cerro Mirador (1.042 m.s.n.m) | Parámetros climáticos promedio de Cerro Mirador (1.042 m.s.n.m) | Parámetros climáticos promedio de Cerro Mirador (1.042 m.s.n.m) | Parámetros climáticos promedio de Cerro Mirador (1.042 m.s.n.m) |
| Mes                                                             | Ene.                                                            | Feb.                                                            | Mar.                                                            | Abr.                                                            | May.                                                            | Jun.                                                            | Jul.                                                            | Ago.                                                            | Sep.                                                            | Oct.                                                            | Nov.                                                            | Dic.                                                            | Anual                                                           |
| --------------------------------------------------------------- | --------------------------------------------------------------- | --------------------------------------------------------------- | --------------------------------------------------------------- | --------------------------------------------------------------- | --------------------------------------------------------------- | --------------------------------------------------------------- | --------------------------------------------------------------- | --------------------------------------------------------------- | --------------------------------------------------------------- | --------------------------------------------------------------- | --------------------------------------------------------------- | --------------------------------------------------------------- | --------------------------------------------------------------- |
| Temp. máx. abs. (°C)                                            | 29                                                              | 29                                                              | 28                                                              | 23                                                              | 16                                                              | 15                                                              | 12                                                              | 18                                                              | 17                                                              | 21                                                              | 23                                                              | 28                                                              | 29                                                              |
| Temp. máx. media (°C)                                           | 17.2                                                            | 17.1                                                            | 13.9                                                            | 10.2                                                            | 7.2                                                             | 5.0                                                             | 4.2                                                             | 5.1                                                             | 6.5                                                             | 9.6                                                             | 12.0                                                            | 15.4                                                            | 10.3                                                            |
| Temp. media (°C)                                                | 11.2                                                            | 11.2                                                            | 8.6                                                             | 6.4                                                             | 4.0                                                             | 2.4                                                             | 1.6                                                             | 2.0                                                             | 2.9                                                             | 5.1                                                             | 7.2                                                             | 9.4                                                             | 6.0                                                             |
| Temp. mín. media (°C)                                           | 5.2                                                             | 5.3                                                             | 3.4                                                             | 2.5                                                             | 0.7                                                             | -0.1                                                            | -1.0                                                            | -1.2                                                            | -0.6                                                            | 0.6                                                             | 2.3                                                             | 3.4                                                             | 1.7                                                             |
| Temp. mín. abs. (°C)                                            | -4                                                              | -8                                                              | -8                                                              | -8                                                              | -11                                                             | -11                                                             | -12                                                             | -9                                                              | -8                                                              | -7                                                              | -6                                                              | -6                                                              | -12                                                             |
| Precipitación total (mm)                                        | 86.9                                                            | 54.4                                                            | 152.7                                                           | 262.4                                                           | 276.2                                                           | 520.3                                                           | 350.9                                                           | 288.4                                                           | 237.5                                                           | 121.7                                                           | 156.3                                                           | 99.5                                                            | 2607.2                                                          |
| Nevadas (cm)                                                    | 0.1                                                             | 0                                                               | 0.2                                                             | 5.6                                                             | 10.6                                                            | 28.0                                                            | 89.5                                                            | 50.2                                                            | 32.9                                                            | 10.4                                                            | 2.8                                                             | 0.2                                                             | 230.6                                                           |
| Días de precipitaciones (≥ 1 mm)                                | 8.3                                                             | 8.7                                                             | 15.2                                                            | 16.7                                                            | 14.4                                                            | 21.4                                                            | 20.1                                                            | 17.8                                                            | 18.4                                                            | 11.7                                                            | 16.4                                                            | 9.5                                                             | 178.4                                                           |
| Días de nevadas (≥ 1 mm)                                        | 0.1                                                             | 0                                                               | 0.6                                                             | 2.1                                                             | 4.2                                                             | 8.6                                                             | 13.8                                                            | 11.3                                                            | 11.3                                                            | 2.6                                                             | 1.6                                                             | 0.2                                                             | 56.5                                                            |
| Fuente: YR Weather Forecast (2020-2024)                         |                                                                 |                                                                 |                                                                 |                                                                 |                                                                 |                                                                 |                                                                 |                                                                 |                                                                 |                                                                 |                                                                 |                                                                 |                                                                 |

## Organización estructural

### Gobernación Provincial del Ranco
Con su calidad de Capital de la Provincia del Ranco, el pueblo de La Unión posee la Gobernación de la Provincia del Ranco que está a cargo del financiamiento y distribución de recursos de las comunas de Futrono, Lago Ranco, La Unión y Río Bueno, en ella destaca la presencia del Gobernador Provincial y servicios asociados a la Gobernación Provincial.

Provincia del Ranco (en rojo) con Capital Provincial en La Unión.

Cabe señalar que las Gobernaciones son organismos desconcentrados territorialmente de las Intendencias, por lo que el gobernador es el representante del Intendente en la Provincia, pudiendo recibir funciones delegadas de este último, para el mejor ejercicio de sus labores en el territorio.

## Administración
La comuna de La Unión está compuesta por su alcalde al mando de la comuna y su concejo municipal compuesto por seis concejales.

#### Alcalde 2024
Saturnino Quezada Solis (IND)

#### Concejales
1.-Patricia Aguilar Obando (IND)
2.-Erica Paredes Naguil (RN)
3.-Jessica Cossio González (IND)
4.-Said Neira Bustos (IND)
5.-Emilia Rauld Dercolto (REPUBLICANO)
6.-Daniel Noriega Jara (IND)

#### Historial de Alcaldes de la Comuna (1992-2016)
| Alcalde(s)                | Inicio del mandato | Fin del mandato | Partido político |
| ------------------------- | ------------------ | --------------- | ---------------- |
| Elfrida Ojeda Obando      | 1992               | 1994            | PRSD             |
| René Tribiño Huenchuguala | 1994               | 1996            | RN               |
| Elfrida Ojeda Obando      | 1996               | 2000            | PRSD             |
| René Tribiño Huenchuguala | 2000               | 2004            | RN               |
| María Angélica Astudillo  | 2004               | 2008            | PPD              |
| Hilda Carvallo Gómez      | 2008               | 2012            | Independiente    |
| María Angélica Astudillo  | 2012               | 2016            | PPD              |
| Aldo Pinuer Solis         | 2016               | 2021            | Independiente    |

## Economía

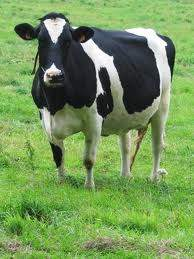
Debido a las extensas praderas verdes la Industria Lechera y Ganadera, es la que caracteriza a la Zona.

En el pueblo de La Unión se encuentra la casa matriz de una de las empresas de mayor producción de productos lácteos Cooperativa Agrícola y Lechera de la Unión Limitada (COLUN) nacida en el pueblo de La Unión en el año 1949.
Desde sus inicios se han mantenido vivas las motivaciones de sus setenta fundadores, quienes decidieron crearla como una Cooperativa destinada a comercializar su leche y abastecerlos de insumos y servicios. 
Prueba de ello son los más de 730 socios quienes refuerzan día a día los ideales inspiradores en pos del bien común y del desarrollo de la zona, siendo cada uno de ellos parte de este gran proyecto que se fortalece en el esfuerzo de miles de trabajadores tanto en los predios como en el procesamiento de la leche y sus derivados, que, con tecnología de punta a nivel mundial, logran elaborar productos de alta calidad para llegar a todos los rincones de Chile y a los diversos clientes alrededor del mundo. Hoy se posiciona como una de las empresas líderes a nivel nacional en la producción y calidad en la industria lechera en Chile.
Además la comuna es la mayor productora de ganado bovino de la Región de Los Ríos que la posiciona como una de las comunas de mayor importancia en la exportación de carne nacional e internacionalmente.
Igualmente la comuna destaca en la exportación de Arándano rojo, Frambuesa, Frutos rojos, aportando al crecimiento de la economía nacional y regional en materias primas frutícolas.
El Molino Grob con más de 7 u 8 décadas de historia en el pueblo de La Unión, elabora harina enfocada principalmente para el mercado tradicional, abasteciendo las regiones del sur de Chile.

## Cultura

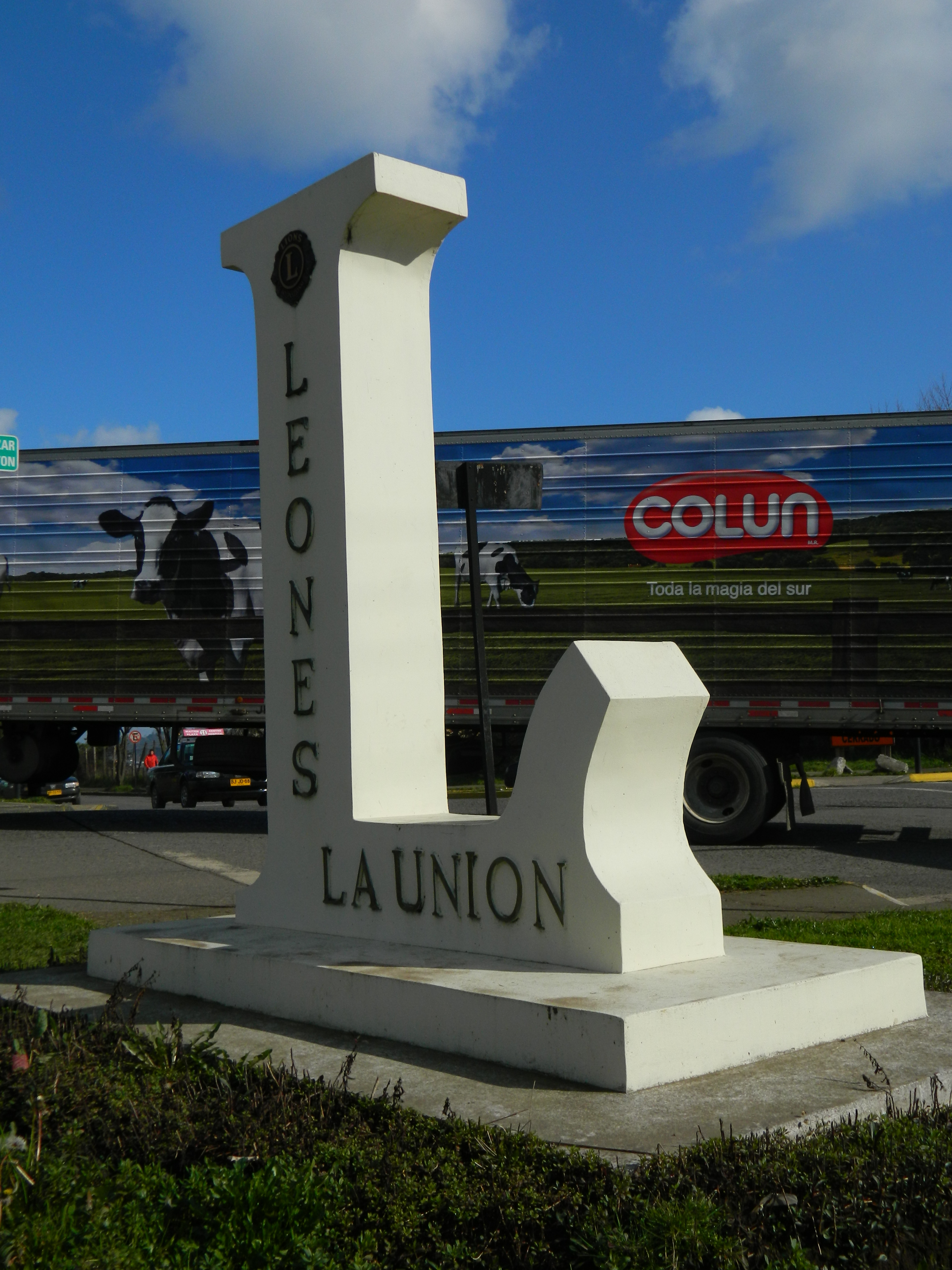
Entrada de La Unión

La Municipalidad de La Unión organiza, desde hace algunos años, el Festival del Alerce Milenario de La Unión, que busca estimular a los autores, compositores e intérpretes en la creación y difusión de la música folclórica nacional.
Entre el 19 y el 23 de marzo de 2012 se realizó en La Unión la «Primera Semana del Cine», donde se presentaron entre otras la película Violeta se fue a los cielos, de Andrés Wood, y el documental El pasado de la Unión en imágenes. Esta actividad, que surge como iniciativa al aporte cultural de la comuna, fue gratuita e incluyó además un taller de stop motion, composición de imágenes y producción de videos.

### Patrimonio arquitectónico
El patrimonio arquitectónico de la ciudad está representado por construcciones como:
- Casa Grob, calle Francisco Bilbao.
- Casa Duhalde, Esquina calle Manuel Montt con calle Serrano.
- Cuartel de la Primera Compañía de Bomberos Germania
- Casa Hoppe, calle Letelier con calle Riquelme.
- Estación de trenes de La Unión
- Colegio Alemán R.A. Phillipi.
- Parroquia San José de La Unión, Plaza de la Concordia.

En noviembre de 2016 fue demolida la Casa Iribarne, que estaba ubicada en la calle Francisco Bilbao con Av.Industria.

## Atractivos turísticos
En la comuna de La Unión destaca por sus atractivos naturales y belleza escénica, engalanados por el imponente lago Ranco y el parque Alerce Costero. Además, la ciudad tiene un legado patrimonial arquitectónico heredado de la colonización alemana de mediados del siglo XIX, declarado Patrimonio Nacional, además(es posible encontrar diversos atractivos, entre los que destacan: 

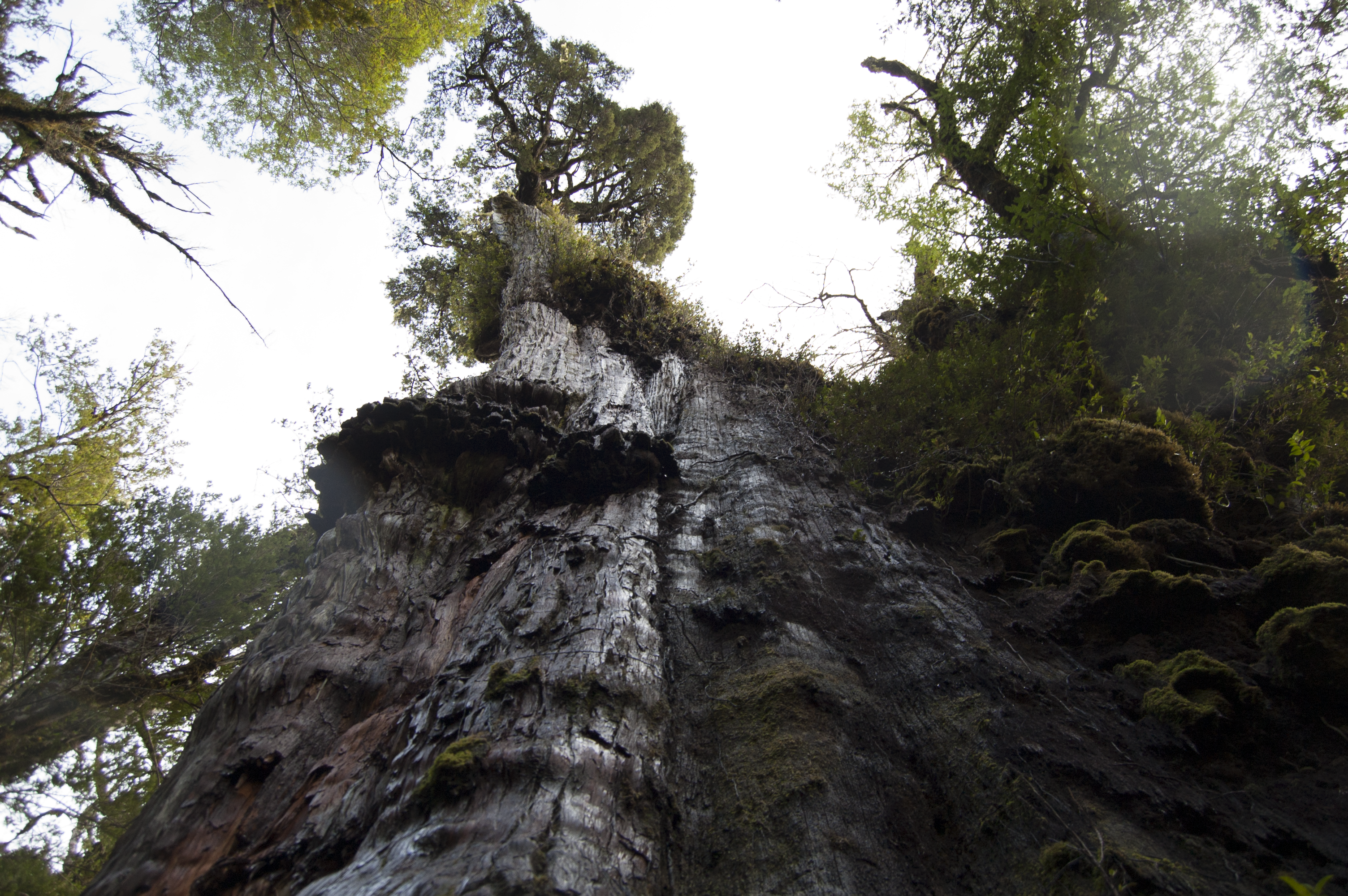
Alerce Milenario en parque nacional Alerce Costero.

Playa Colún: Extensa playa con una extensión de 9 o 10 kilómetros, desde donde es posible observar la fuerza del océano Pacífico, que se alza poderoso y absoluto, con un sonido fuerte y cautivante. Playa no apta para el baño, con un importante complejo de dunas que recorre toda la playa Colún. La zona se encuentra rodeada por antiguos bosques de olivillos costeros que soportan la fuerza de los poderosos vientos costeros.
Playa San Pedro: Se ubica a 9 kilómetros de la localidad de Puerto Nuevo, a orillas del lago Ranco. Es un balneario ideal para disfrutar de actividades al aire libre, contacto con la naturaleza y práctica de actividades náutico-deportivas.
Puerto de Trumao: Punto de embarque para navegar a través del río Bueno y disfrutar del paseo en medio de la quietud de la naturaleza plena y paisajes de extraordinaria belleza.

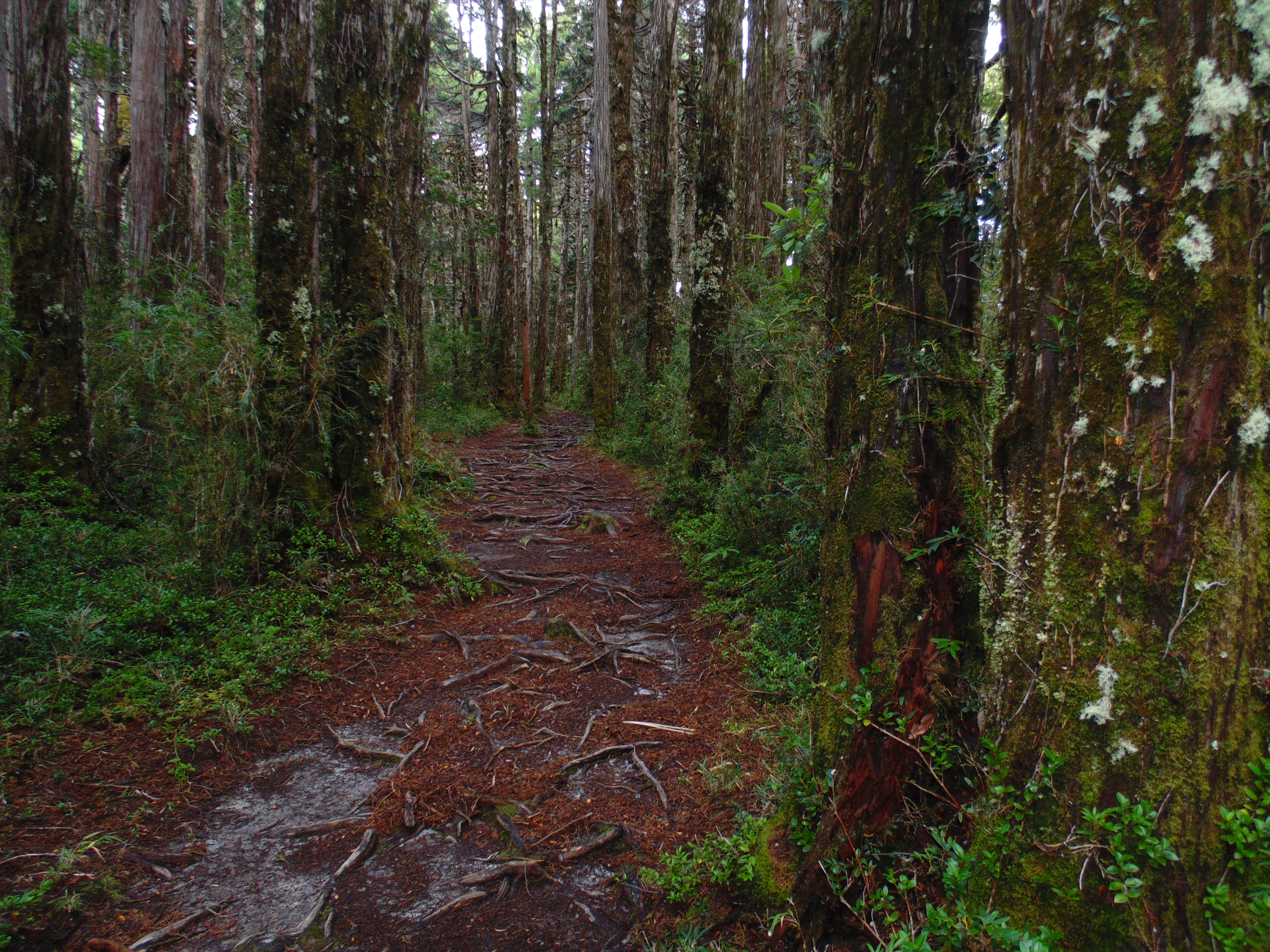
Área Protegida Raulintal.

Playa de Puerto Nuevo: En la ribera sur del lago Ranco, a 43 kilómetros de La Unión, se ubica Puerto Nuevo que cuenta con una extensa playa habilitada para bañarse. Ideal para disfrutar actividades de esparcimiento al aire libre en contacto con la naturaleza. Destaca el antiguo balseo sobre el Río Bueno y el bosque.
Iglesia Misión de Trumao: Fundada a fines del siglo 18. Corresponde a un bello edificio de madera construido por colonos de la Misión Franciscana, llegados al lugar en ese tiempo.
Parque Nacional Alerce Costero: La unidad destaca por la protección de las especies de flora y fauna endémica, debido a que en épocas glaciares sirvió de refugio a la vida silvestre, pudiendo encontrar especies únicas de la zona. Limita con la comuna puerto de Corral.
Área Protegida Raulintal: cuenta con más de 2000 hectáreas de extensión. Se ubica en la cordillera de la Costa, íntegramente en el pueblo de La Unión. Se accede por la ruta T-80 distante a 35 kilómetros del centro del pueblo en dirección oeste. Por esta misma ruta se tiene acceso a los alerces milenarios de una belleza incomparable del parque nacional Alerce Costero, colindantes y presentes también en el Área Protegida Reserva Natural El Raulintal. El lugar se caracteriza principalmente por presentar una rica diversidad biológica y cultural, albergando una de las concentraciones más altas de especies endémicas en el país.

## Educación

### Educación Superior
Centro de Formación Técnica de Los Ríos (CFT Los Ríos)
En el marco de la Ley 20910  de la República de Chile que creó 15 CFT estatales, se decretó la creación del CFT Estatal de la región de Los Ríos cuya sede se ubica en la ciudad de La Unión.
El CFT de Los Ríos cuenta con un Directorio presidido por el Rector,  que está conformado por destacados representantes del sector público y privado, que cumplen con un rol activo en la Región, lo que nos permite conocer las diferentes necesidades de cada sector. Lo que da vida al proyecto educativo que forma a profesionales integrales para fortalecer el desarrollo productivo y humano de la Región de Los Ríos.
Carreras Profesionales
- Técnico en Nivel Superior en Electricidad (Mención Energía renovable)
- Técnico en Nivel Superior en Administración Pública.
- Técnico en Nivel Superior en Automatización industrial.
- Técnico en Nivel Superior en Agroindustria e Innovación alimentaria.

## Deportes

### Fútbol
En la historia, la comuna de La Unión ha tenido a dos clubes participando en los Campeonatos Nacionales de Fútbol en Chile.
- Deportes La Unión (Tercera División 1989-1991 y 1996).
- Provincial Ranco (Tercera División A de Chile )

### Ciclismo
La comuna cuenta con el Club de Ciclismo de Montaña de La Unión, el cual ha obtenido buenos resultados a nivel regional y nacional .El mountainbiker Eduardo Catalán Fuchslocher, se convirtió en el Campeón Mundial de Duatlón tras vencer en la categoría Sub-23 durante la 10° versión final de la Green Cup 2006 efectuada en San Martín de los Andes.

### Automovilismo
En La Unión existe además el Club de automovilismo Vegas de Quilaco, en cuyo autódromo se realizan constantemente carreras de vehículos, así como el club de Jeep Pioneros 4x4 La Unión, que realiza actividades Off Road, como la carrera anual Raid de Invierno realizada durante los meses de agosto y que reúne más de 100 todoterreno en cada evento.

## Medios de comunicación

### Radioemisoras
FM
- 88.1 MHz - Radio Uno Latina
- 88.7 MHz - Radio Matices
- 90.5 MHz - Mi Radio (Paillaco)
- 91.5 MHz - Mas Radio
- 92.9 MHz - Radio del Lago (Lago Ranco)
- 94.1 MHz - Radio Rayen FM (Río Bueno)
- 94.5 MHz - Radio Sago Osorno
- 95.3 MHz - Radio Diferencia (Paillaco)
- 96.5 MHz - Radio Musicoop (Osorno)
- 98.3 MHz - Radio FM Vida (La Unión)
- 101.1 MHz - Radio 101
- 102.5 MHz - Radio Nuevo Tiempo Chile
- 103.9 MHz - Radio Felinna (Río Bueno)
- 104.9 MHz - Radio Entre Ríos (Río Bueno)
- 106.1 MHz - Radio Tornagaleones (Valdivia)
- 107.3 MHz - Radio Israel

AM
- 820 kHz - Radio Concordia

### Televisión
Locales
- 5 - TV5
- 54 - Canal Latino